# Ciriaco de Roma
San Ciriaco de Roma fue un diácono y mártir cristiano, uno de los veintisiete santos, la mayoría de ellos mártires, que llevan este nombre. De ellos, siete son honrados con una mención específica de sus nombres en el Martirologio Romano.
Ordenado diácono por el papa Marcelo, es conocido por haber curado de la epilepsia (o de una posesión demoníaca según otras fuentes) a la hija del emperador Diocleciano. Se le cuenta entre los Catorce Santos Auxiliadores. También es patrono de la isla de Ibiza y de su capital, debido a que la isla fue conquistada a los árabes el día de San Ciriaco, 8 de agosto.

## Vida y martirio
La biografía de Ciriaco es incierta; aparte de su mención en el Martirologio Romano y su cualidad de diácono, los datos provienen de fuentes legendarias.
Estas cuentan que Ciriaco era un noble romano de finales del siglo III y principios del IV, convertido a la fe cristiana, que entregó sus bienes a los pobres y fue ordenado diácono por Marcelo, obispo de Roma. Se ocupó de la ayuda espiritual y material de los esclavos cristianos que trabajaban en las Termas de Diocleciano. Se le atribuye haber exorcizado los demonios de dos princesas; la primera fue Artemisia (o Artemia), hija del emperador Diocleciano, lo que resultó en que tanto ella como su madre Serena se convirtieran al cristianismo. La segunda fue Jovia o Jobias, hija del rey de reyes Sapor I de Persia (que reinó entre 241 y 272), lo que provocó la conversión de toda la casa real. La leyenda añade que Diocleciano lo recompensó permitiendo a los cristianos celebrar públicamente su culto.
Bajo el imperio de Maximiano, en 303 o 305, Ciriaco padeció el martirio junto con sus compañeros Largo, Esmaragdo, Sergio, Segundo, Albano, Victoriano, Faustino, Félix, Silvano y Crescenciano, además de las mujeres Ciriacides, Donata, Memnia y Juliana. La fecha del Martirologio es el 16 de marzo para la decapitación y el 8 de agosto para la sepultura en el séptimo miliario de la Via Ostiensis.

## Iglesia
La Iglesia de «San Ciriaco en las Termas de Diocleciano» (Sanctus Ciriacus in Thermis Diocletiani) estaba dedicada a este mártir y se trataba de una iglesia titular, es decir, una antigua domus ecclesia, cuyo nombre derivaba del antiguo propietario de la morada, así como de su ubicación. Dado que Ciriaco, Κυριακός, Kyriakós, en griego, puede traducirse como perteneciente al Señor (κύριος, kýrios) o propiedad del patrono, es posible que se tratara originalmente del nombre de la iglesia, devenido en nombre personal, por influencia de otros Ciriacos atestiguados en la onomástica cristiana. Se sabe que ya existía en el siglo V, concretamente en 494, cuando era administrada por el cardenal Marciano.
El titulus fue suprimido en 1477 por el papa Sixto IV en favor de los santos Ciro y Julia. En 1493, el papa Alejandro VI restableció el nombre de S. Ciriaco. El título fue suprimido definitivamente en 1587 por Sixto V, quien lo denominó Santos Quirico y Julita, otorgándoselo al cardenal Alejandro de Medici, futuro papa León XI.

## Veneración
Durante la Edad Media, Ciriaco de Roma fue un santo muy venerado, como lo atestiguan las diversas iglesias construidas en su honor, y eclipsó a los demás santos homónimos. En 817 el papa Pascual I ordenó que las reliquias del santo fuesen trasladadas de la iglesia de la Via Ostiense a la iglesia de Santa Práxedes y posteriormente a la iglesia de S. Ciriaco en Neuhausen cerca de Worms, Alemania; región donde pronto se difundió el culto de san Ciriaco y fue incluido entre Los Santos  Auxiliadores.